# Суржиков, Дмитрий Анатольевич
Дмитрий Анатольевич Суржиков (укр. Дмитро Анатолійович Суржиков; род. 31 декабря 1979, Жданов, Украинская ССР, СССР) — украинский актёр, режиссёр, сценарист и продюсер, Заслуженный артист Украины (2017). Также награждён орденом «За заслуги» III степени (2021).

## Карьера
Родился 31 декабря 1979 года в городе Жданов (ныне — Мариуполь). В 2003 году окончил Киевский национальный университет театра, кино и телевидения имени И. К. Карпенко-Карого (курс народного артиста Украины Н. Н. Рушковского).
С 2004 по 2011 год служил в Киевском академическом Театре драмы и комедии на Левом берегу Днепра.
С 2015 года — актёр Киевского национального академического «Молодого театра».
В 2010 году снял свой первый короткометражный фильм «Мама».

## Театральные работы

### Киевский академический театр драмы и комедии на левом берегу Днепра
- 1998 — «Рогоносец» Ф. Кроммелинка; режиссёр Алексей Лисовец — Бруно
- 2001 — «Зрители на спектакль не допускаются» М. Фрейна, режиссёр Юрий Одинокий — Филипп Брент, он же Шейх, он же Фредерик Феллоуз
- 2005 — «Соблазнить, но не влюбиться» по пьесе Э. Радзинского «Окончание Дон Жуана»; режиссёр Максим Михайличенко — Лепорелло
- 2005 — «Сирано де Бержерак» Э. Ростана; режиссёр Андрей Билоус
- 2005 — «Ромео и Джульетта» У. Шекспира; режиссёр Алексей Лисовец — Бенволио
- 2006 — «Очередь» А. Марданя; режиссёр Дмитрий Богомазов
- 2007 — «Последний герой» А. Марданя; режиссёр Дмитрий Богомазов — Виталий
- 2007 — «Опасные связи» по роману Ш. Лакло; режиссёр Андрей Билоус — месье де Жеркур
- 2007 — «Розовый мост» Р. Уоллера; режиссёр Екатерина Степанкова — Дэниэл Джонсон
- 2008 — «Лолита» В. Набокова; режиссёр Андрей Билоус — Гумберт Гумберт

### Киевская академическая мастерская театрального искусства «Созвездие»
- 2004 — «Украденное счастье» И. Франко; режиссёр Андрей Билоус — Мыкола Задорожний

### Киевский национальный академический «Молодой театр»
- 2002 (перенесенный спектакль из театра «Созвездие») — «Украденное счастье» И. Франко; режиссёр Андрей Билоус — Мыкола Задорожний
- 2013 (ввод) — «Загадочные вариации» Э. Шмитта; режиссёр Андрей Билоус — Эрик Ларсен
- 2014 — «Коварство и любовь» Ф. Шиллера; режиссёр Андрей Билоус — министр Фон Вальтер / Вурм
- 2015 — «Однорукий» М. Макдонаха; режиссёр Андрей Билоус — Мервин
- 2016 (ввод) — «Пианист» В. Леванова; режиссёр Валерия Городецкая — Он

### Другие театры
- «Дикарь Forever» (моноспектакль) Роба Бэккера; режиссёр Давис Колбергс[4]

## Фильмография
- 1992 — Тарас Шевченко. Завещание — Тарас Шевченко
- 2003 — Европейский конвой — оператор
- 2004 — Банка
- 2004 — Братство
- 2004 — Пепел Феникса — ГАИшник
- 2004 — Свет в окне напротив
- 2005 — ПтахоLOVE — Митя, пациент клиники для душевнобольных
- 2006 — Бомж — Игорь
- 2006 — Городской романс — Лукин, следователь
- 2006 — Дурдом — Феликс Рогачёв
- 2006 — Дьявол из Орли — Маслов, сообщник Караваева
- 2006 — Леший
- 2006 — Сокровище — Вениамин
- 2006 — Старая подруга — Николай
- 2006 — Четвёртая группа
- 2006 — Расплата за грехи — Лукин
- 2007 — Ангел-хранитель — Аркадий Полосов, следователь
- 2007 — Люблю тебя до смерти — Александр Михайлович Дарченко, следователь
- 2007 — Молчун — мент
- 2007 — Отчим — заказчик
- 2007 — Сердцу не прикажешь — Макс
- 2007 — Старики-полковники — Алексей, следователь
- 2007 — Точка возврата — майор
- 2007 — Фабрика счастья — Боря
- 2008 — Ван Гог не виноват
- 2008 — Дорогие дети
- 2008 — Иллюзия страха — ГАИшник
- 2008 — Красный лотос — Валерий Николаевич Караганов
- 2008 — Куплю друга — Евгений, секретарь
- 2008 — Право на Надежду — Иван Завьялов
- 2009 — Веское основание для убийства — Рыжов
- 2009 — Это я
- 2009 — Окна — Дима, доктор
- 2009 — Осенние цветы — офицер НКВД
- 2009 — Последний кордон — стрелок, пасынок депутата
- 2009 — При загадочных обстоятельствах — банщик
- 2009 — Территория красоты — Вадим Славин, директор клиники
- 2009 — Третьего не дано — следователь гестапо
- 2009 — Чужие души — Фёдор
- 2010 — Сваты 4 — Сергей Эдуардович Колесников, бывший муж Ларисы
- 2010 — 108 минут — Макаров
- 2010 — Антиснайпер. Выстрел из прошлого — Евгений, следователь
- 2010 — Антиснайпер. Новый уровень — Евгений, следователь
- 2010 — Брат за брата — Максим Чабин, сержант
- 2010 — Вера, Надежда, Любовь — Григорий Козловский
- 2010 — Вчера закончилась война — майор госбезопасности Тимофей Кондратьевич
- 2010 — Когда на юг улетят журавли — «Кастет»
- 2010 — Кукушка — Жора
- 2010 — Мама напрокат — Руслан
- 2010 — Маршрут милосердия
- 2010 — Только любовь — Сева
- 2010 — Хроники измены — Аркадий
- 2011 — Бабье лето — Вадим
- 2011 — Биение сердца — Игорь
- 2011 — Дед — Дмитрий, любовник Анны
- 2011 — Дело было на Кубани — Сергей Заграй
- 2011 — Доставить любой ценой
- 2011 — Доярка из Хацапетовки-3 — Игорь Гребёнкин
- 2011 — Земля забвения — Андрей
- 2011 — «Кедр» пронзает небо — капитан
- 2011 — Лекарство для бабушки — Игорь, муж Леры
- 2011 — Одиночки — Макаров, отец Юли
- 2011 — Однажды в Новый год — капитан
- 2011 — Остров ненужных людей — Вадим Прозоров, помощник депутата
- 2011 — Паутинка бабьего лета — Пётр Андреевич Самойлов
- 2011 — Пончик Люся — Марсель (Роман Романов)
- 2011 — Физика или химия — Дмитрий Николаевич Хворостов, учитель риторики, руководитель школьного театра
- 2011 — Чемпионы из подворотни — Владислав
- 2011 — Ярость — Вадим Борисов
- 2012 — Deadline (короткометражный) — редактор
- 2012 — Брат за брата-2 — Дмитрий Чабин
- 2012 — Время любить — Анатолий
- 2012 — Джамайка — Олег Анатольевич Панин, хирург
- 2012 — Женский доктор — Вилен Винаров
- 2012 — Белые волки — Сергей Львов, сотрудник СК
- 2012 — Любовь с оружием — Попков, учитель труда
- 2012 — Мамочка моя — Николай Петрович
- 2012 — Мечтать не вредно — Гена Глущенко
- 2012 — Немой — Костя
- 2012 — Оборотень в погонах — Власов
- 2012 — Одесса-мама — Притула, капитан милиции
- 2012 — Отцовский инстинкт — Евгений, менеджер
- 2012 — Порох и дробь — Сопин, пекарь
- 2012 — Последняя роль Риты — Володя, журналист
- 2012 — Пять лет и один день — Николай Макаров
- 2012 — Солнцеворот — Юра
- 2012 — Страсти по Чапаю — Ржевский
- 2012 — Счастливый билет — Ефим
- 2012 — Фродя — Гриша
- 2013 — Билет на двоих — Андрей Леонидович Самохин
- 2013 — Смерть шпионам. Ударная волна — Вениамин Шабалин, физик-ядерщик
- 2013 — Тёмные лабиринты прошлого
- 2013 — Перелётные птицы — Васильев, майор
- 2013 — Хайтарма — Трунин, капитан НКВД
- 2015 — Орлова и Александров — Андрей Берзин, первый муж Любови Орловой
- 2015 — Жребий судьбы — Станислав Фёдорович Рожко, приёмный отец Марины, гинеколог
- 2015 — Пёс ("Внутреннее расследование", 18 серия) — Лосев, инспектор
- 2015 — Клан ювелиров — Анатолий Мовчан, приёмный отец Зои
- 2015 — Слуга народа — Дмитрий Васильевич Суриков, глава наблюдательного совета Национального банка Украины
- 2015 — По законам военного времени — Денис Михайлович Шмелёв, капитан госбезопасности
- 2015 — Не зарекайся — Степан Матвиенко, сын Фаины
- 2016 — Недотуркані — Дмитрий Леонидович Гришко
- 2016 — Я люблю своего мужа — ведущий телепередачи
- 2017 — Слуга народа 2 — Дмитрий Васильевич Суриков, глава Национального банка Украины, затем — премьер-министр Украины
- 2018 — Сувенир из Одессы — Григорий Иванович Котовский
- 2019 — Слуга народа 3 — Дмитрий Васильевич Суриков, президент Украины и глава Черноморской конфедерации (прототип — Пётр Порошенко)
- 2019 — СидоренкиСидоренки — Александр Сергеевич Сидоренко, бизнесмен
- 2020 — Мышеловка для кота — Андрей Тарасович Морозов, бывший журналист
- 2020 — Коп из прошлого — Олег Долин
- 2021 — Папик 2 — Олег Михайлович, продюсер

## Признание и награды
- 2015 — Премия «Киевская пектораль» в номинации «Лучшая мужская роль второго плана» (Мервин, «Однорукий»)
- 2017 — Заслуженный артист Украины[2]
- 2021 — Орден «За заслуги» III степени[3].